# Вицко Милат
Вицко Милат – Кисила (Блато, 8. фебруар 1914 — 2003), учесник Народноослободилачке борбе, друштвено-политички радник СФР Југославије, официр ЈРМ и народни херој Југославије.

## Биографија
Рођен је 8. фебруара 1914. у Блату на Корчули, у сиромашној сељачкој породици. После завршетка петог разреда основне школе, морао је да прекине школовање да би обрадом земље помогао мајци у прехрани браће и сестара. Године 1936. постао је члан СКОЈ-а, а пред рат кандидат за члана КПЈ. Због револуционарне активности више пута је био хапшен и кажњаван.
Априлски рат затекао га је као војника у Боки Которској, одакле се вратио у родно место на Корчулу, где је одмах био примљен за члана КПЈ. Одмах се укључио у рад на припремању устанка. Постао је члан Месног комитета СКОЈ-а, а затим и секретар партијске ћелије. Учествовао је у формирању прве групе партизана на Корчули, средином јула 1941. године, и постао командир партизанског логора Блато. Као командир Корчуланске чете напао је, октобра 1942. године, два италијанска камиона с војницима. Уништио је један камион, а 28 војника је било избачено из строја. Почетком марта 1943. године, постао је командант партизанског брода „Пролетер“, којим је 14. априла у Неретљанском каналу напао италијански конвој, састављен од девет моторних једрењака, које је обезбеђивао један наоружани челични брод. Његови борци су успели да заробе два брода, али после једночасовне жестоке борбе с непријатељским наоружаним бродом, иако тешко рањен, успео је да сачува свој брод и зароби једрењак „Африкано“. Неколико дана касније, 1. маја, три италијанска патролна брода напали су га у ували Смрска на Хвару.
После капитулације Италије, септембра 1943, био је постављен за команданта Јужнодалматинске флотиле, с којом је, током октобра и новембра, извео неколико успешних акција на немачке бродове у Неретљанском каналу и Стонском заливу. Код луке Драче, на Пељешцу, уништио је немачки патролни брод и један јуришно-десантни чамац. Значајну улогу одиграо је, 22. децембра, у току немачког десанта на Корчулу, када је учествовао у спашавању становништва и пребацивању збега на Вис. Почетком 1944. године био је постављен за команданта Корчуланске флотиле, а нешто касније за команданта Морнаричке станице Мљет. Почетком фебруара, добио је задатак да с два брода пребаци материјал са Виса на Пељешац. Приликом пристајања у ували Добра Лука, с бродовима је упао у немачку заседу. Покушао је да се спасе скочивши у море, али је убрзо био ухваћен. Успео је да побегне и, пробијајући се кроз непријатељске положаје и заседе, после осам дана, стигао је на Корчулу, одакле се пребацио на Вис. Пред крај 1944. године примио је дужност команданта Прве флотиле Петог поморско-обалског сектора, и с њом учествовао у борбама за ослобођење Далмације.
После ослобођења завршио је Вишу војнопоморску академију и налазио се на разним одговорним дужностима у Југословенској ратној морнарици. Као активан друштвено-политички радник, био је биран за делегата на Петом и Шестом конгресу КПЈ. Пензионисан је 1964. године у чину капетана бојног брода.
Преминуо је 2003. године.
Носилац је Партизанске споменице 1941. и других високих одликовања. Орденом народног хероја одликован је  8. септембра 1952. године.